# Калина (Видин)
Калина (буг. Калина), до 1934. Чорокалина (буг. Чорокалина), је село на северозападу Бугарске у општини Брегово у Видинској области. Према подацима пописа из 2021. године село је имало 38 становника.

## Демографија
Према подацима пописа из 2021. године село је имало 38 становника док је према попису из 2011. било 30 становника. Већину становништва чине Бугари.
| Етнички састав према попису из 2011.‍ | Етнички састав према попису из 2011.‍ | Етнички састав према попису из 2011.‍ | Етнички састав према попису из 2011.‍ | Етнички састав према попису из 2011.‍ |
| ------------------------------------ | ------------------------------------ | ------------------------------------ | ------------------------------------ | ------------------------------------ |
|                                      |                                      |                                      |                                      |                                      |
| Бугари                               | Бугари                               |                                      | 26                                   | 86,67%                               |
| Остали                               | Остали                               |                                      | 2                                    | 6,67%                                |
| Нису одговорили                      | Нису одговорили                      |                                      | 2                                    | 6,67%                                |